# Volker Stanzel

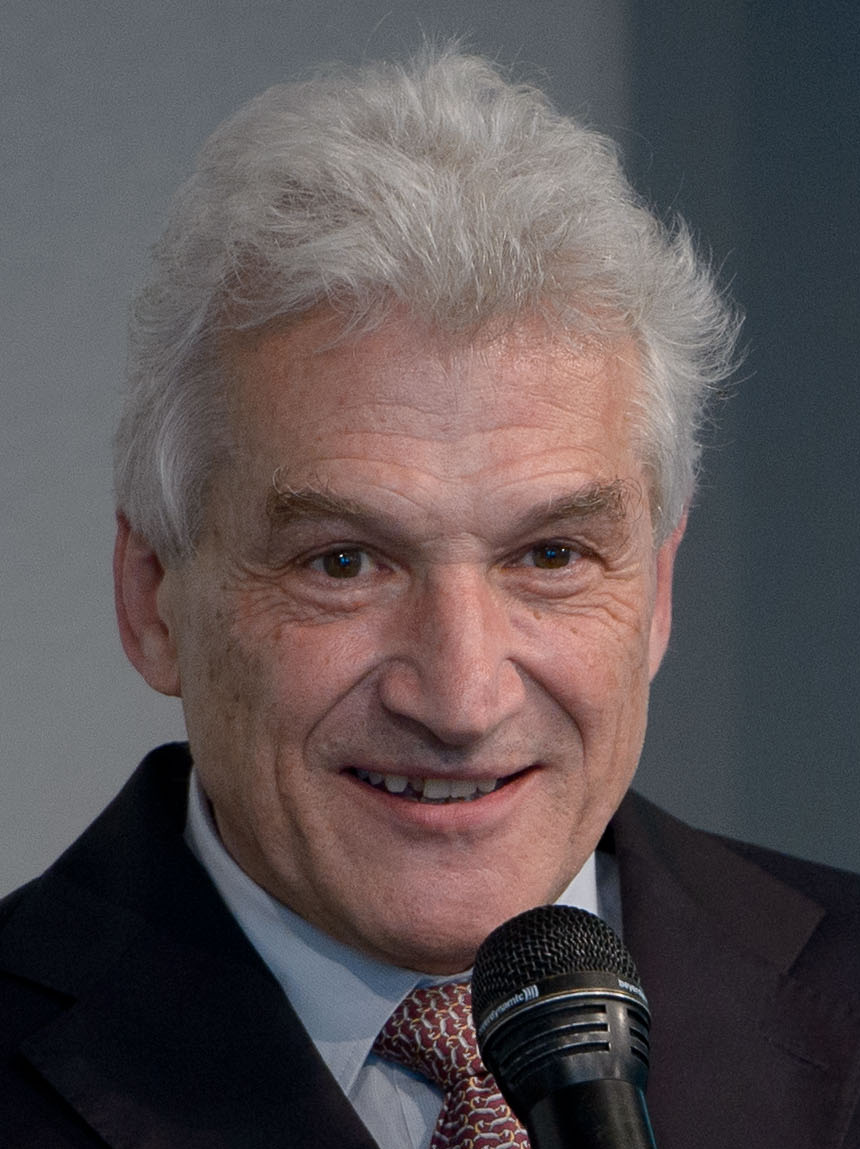
Volker Stanzel, 2015

Volker Stanzel (* 22. September 1948 in Kronberg im Taunus) ist ein deutscher Diplomat im Ruhestand und ehemaliger Politischer Direktor des Auswärtigen Amtes sowie ehemaliger Botschafter in Peking und in Tokio. Er arbeitet seit 2015 in Berlin zu politikwissenschaftlichen Themen.

## Werdegang
Das Studium der Japanologie, Sinologie und Politischen Wissenschaften an den Universitäten in Frankfurt am Main und Kyōto schloss Stanzel 1980 mit der Promotion zum Dr. phil. an der Universität Köln ab.
Nach dem Eintritt in den Auswärtigen Dienst 1979 folgten Verwendungen an der Botschaft in Italien (Wirtschaftsabteilung), im Auswärtigen Amt in Bonn (Wirtschaftsabteilung), an der Botschaft in Japan (Presse- und Politische Abteilung), sowie an der Botschaft in Ungarn (KSZE-Kulturforum).
Von 1985 bis 1987 war Stanzel Geschäftsträger (Chargé d’Affaires) an der Botschaft im Südjemen (Aden). Anschließend war er zunächst erneut Mitarbeiter in der Wirtschaftsabteilung des Auswärtigen Amtes, bevor er 1988 Stellvertretender Europäischer Korrespondent im Referat für Europäische Politische Zusammenarbeit im Auswärtigen Amt in Bonn wurde.
Von 1990 bis 1993 war Stanzel Leiter der Presse- und Öffentlichkeitsarbeit an der Botschaft in der Volksrepublik China. Anschließend war er Leiter des Lagezentrums des Auswärtigen Amtes, bevor er 1995 Referent für Außenpolitik der SPD-Bundestagsfraktion wurde.
1998/99 nahm Stanzel einen Forschungsauftrag als Fellow beim German Marshall Fund in Washington wahr.
Anschließend kehrte er als Leiter des Referats für die Friedliche Nutzung und Nichtverbreitung der Kernenergie in das Auswärtige Amt zurück, bevor er von 2001 bis 2002 als Ministerialdirigent und Beauftragter für Asienpolitik im Auswärtigen Amt fungierte. Als solcher war er Kooptiertes Vorstandsmitglied der Deutschen Gesellschaft für Asienkunde.
Stanzel war bis September 2004 als Ministerialdirektor Leiter der Politischen Abteilung 3 (Beziehungen zum Mittleren und Nahen Osten, zu Afrika, Lateinamerika und Asien) im Auswärtigen Amt. Von September 2004 bis 2007 war er Botschafter der Bundesrepublik Deutschland in der Volksrepublik China.

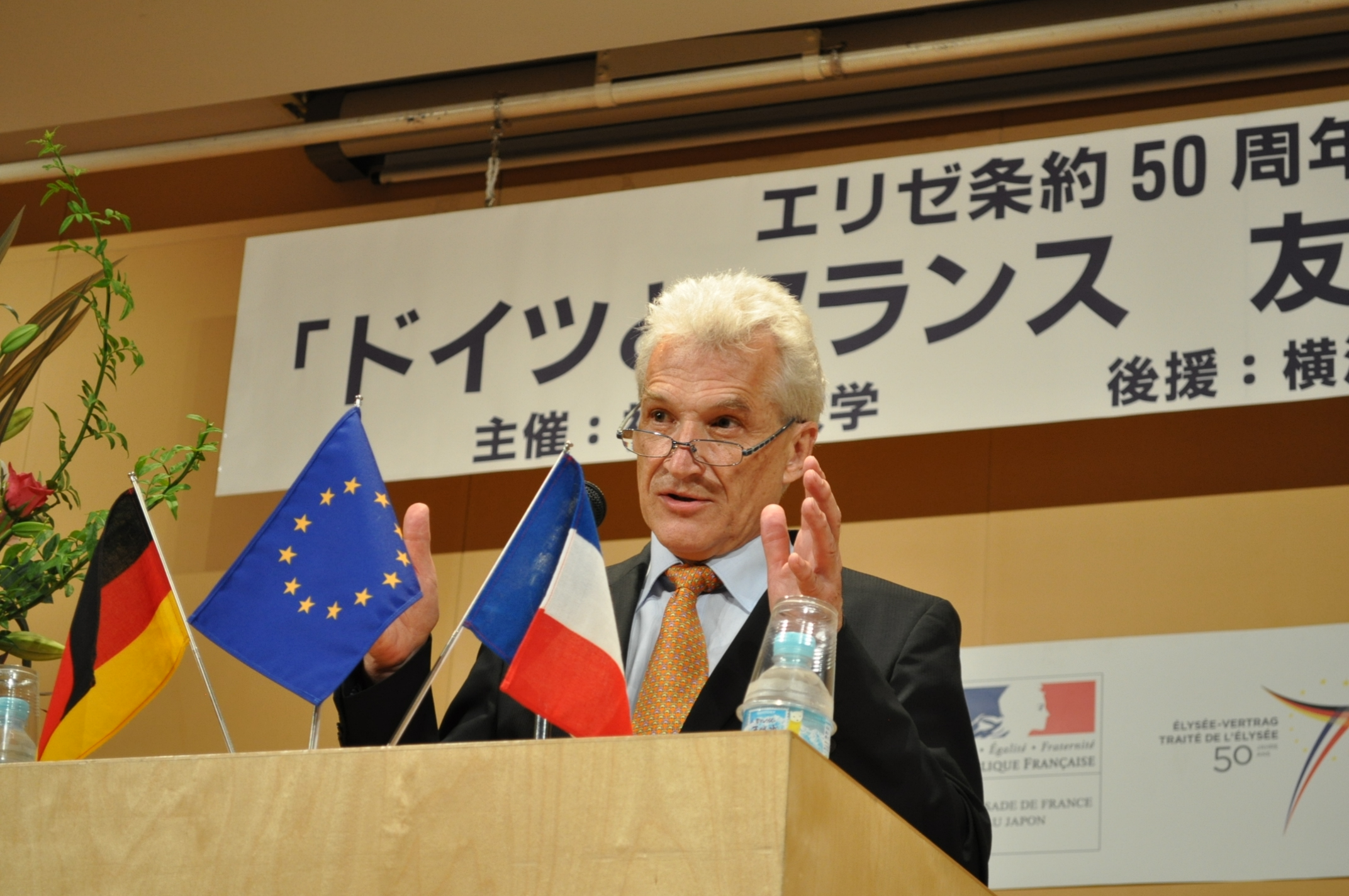
Botschafter Volker Stanzel, 2013

Im August 2007 übernahm er das Amt des Leiters der Politischen Abteilung und wurde damit Politischer Direktor des Auswärtigen Amtes.
Von Oktober 2009 bis Oktober 2013 war Volker Stanzel Botschafter der Bundesrepublik Deutschland in Japan und trat dann als Diplomat in den Ruhestand.
2014 unterrichtete Stanzel am Claremont McKenna College in Kalifornien und an der University of California, Santa Cruz über politikwissenschaftliche Themen. Nach seiner Rückkehr nach Berlin im Jahr 2015 arbeitete und unterrichtete er zu den japanisch-chinesischen Beziehungen an der Freien Universität Berlin, 2016 unterrichtete er zu politikwissenschaftlichen Themen an der Dokkyo-Universität in Japan; seit 2017 unterrichtet er zu Fragen von Aussöhnung und Gesellschaft an der Hertie School of Governance in Berlin. Seit Ende 2015 forscht er zu Fragen der modernen Diplomatie als Senior Distinguished Fellow in der Forschungsgruppe Asien der Stiftung Wissenschaft und Politik. Er war 2015–2018 Senior Advisor des German Marshall Fund of the United States (GMF) und ist seit 2015 Council Member des European Council on Foreign Relations, seit 2016 ist er Vorstandsmitglied des Akademischen Konfuzius-Instituts der Universität Göttingen sowie des Deutsch-Japanischen Wirtschaftskreises (DJW); er ist im Beirat der Tibet-Initiative Deutschland. 2018/2019 war er Vizepräsident der Deutschen Gesellschaft für Auswärtige Politik e. V. (DGAP). Zum 12. Mai 2018 übernahm Stanzel das Amt des Präsidenten des Verbands Deutsch-Japanischer Gesellschaften.
Stanzel war seit 1966 Mitglied der SPD, bis er 2013 nach dem Mitgliederentscheid über die Große Koalition austrat. Er ist Träger des Bundesverdienstkreuzes Erster Klasse.
Er publiziert zu politischen und asienkundlichen Themen; sein letztes Buch „Die ratlose Außenpolitik und warum sie den Rückhalt der Gesellschaft braucht“ erschien im Frühjahr 2019 im Dietz-Verlag.
Stanzel ist verheiratet und hat zwei Kinder.

## Veröffentlichungen (Auswahl)
- Die ratlose Außenpolitik und warum sie den Rückhalt der Gesellschaft braucht. Bonn: Verlag J.H.W. Dietz Nachf., 2019, ISBN 978-3-8012-0554-6.
- (Hg.:) Die neue Wirklichkeit der Außenpolitik. Diplomatie im 21. Jahrhundert. Andrássy Studien zur Europaforschung, Band 24, Nomos Verlagsgesellschaft, 2019, ISBN 978-3-8487-5978-1. (Englisch, ISBN 978-3-8487-5776-3)
- Watanabe-sensei, Nihonjin ni totte tenno wa do iu sonzai desuka? Tokyo: Gentosha, 2017 (in Japanisch)
- Aussöhnung und Gesellschaft. Zur Überwindung kollektiv erlebten Leids. SWP-Studien 2016/S 11, Juni 2016 https://www.swp-berlin.org/publications/products/studien/2016S11_sze.pdf
- Aus der Zeit gefallen. Der Tenno im 21. Jahrhundert. OAG-Taschenbuch Nr. 103. Tokyo: Judicium (Deutsche Gesellschaft für Natur- und Völkerkunde Ostasiens), 2016, ISBN 978-3-86205-114-4.
- Doitsu-taishi mo nattoku shita, Nihon ga sekai de aisareru riyu. Tokyo: Gentosha, 2015, (in Japanisch).
- Chinas Außenpolitik. Wege einer widerwilligen Weltmacht, München/Wien: Oldenbourg 2002, ISBN 3-486-25887-7 (veröffentlicht unter dem Pseudonym Gustav Kempf).
- Im Wind des Wandels. Ostasiens neue Revolution. Bonn: Bouvier 1997, ISBN 3-416-02676-4.
- Japan, Haupt der Erde, Würzburg: Königshausen & Neumann 1982, ISBN 3-88479-097-8.